# Tower Grove South (Saint-Louis)
Tower Grove South est un quartier de Saint-Louis, dans le Missouri. Anciennement connu sous Oak Hill (Chêne de la Colline), Tower Grove South est délimitée par Arsenal Street au nord, Chippewa Street au sud, Kingshighway Boulevard, à l'ouest, et Grand Boulevard à l'est. La majorité du quartier a été construit à la suite de l'extension des lignes de tramway du centre-ville de Saint-Louis (Downtown). Toutes les affaires dans le quartier sont concentrées à l'est de Grand Boulevard et à l'ouest de Morganford Road. Il y a aussi des petits terrains pour les affaires et des bâtiments à usage mixte.
Pendant les années 1990 jusqu'à maintenant, le quartier a fait preuve d'un déclin dans la généralisation de la réhabilitation de bâtiments résidentiels, commerciaux et de structures à usage mixte. Sur le flanc est, le  quartier des affaires du Grand Boulevard a été le premier centre urbain d'affaires dans le quartier à voir la réhabilitation de zones piétonnes à grande échelle. Après 2000, la plus petit quartier d'affaires Morganford Road sur le côté ouest du quartier, a également fait preuve de beaucoup de nouveaux réinvestissement dans la restauration, les bars, les commerces de détail et a ouvert une épicerie à l'échelle du quartier, spécialisée dans les produits naturels biologiques et les aliments cultivés localement.

## Démographie
En 2010, la population du quartier était 54,9 % de blanche, 29,7 % noire, 8.6 % d'asiatiques, 7,3 % d'hispanique et latino-américains, 0,3 % amérindiens et 6,5 % d'autres origines.